# دانيال ألفرد سانبورن
دانيال ألفرد سانبورن (بالإنجليزية: Daniel Alfred Sanborn)‏ هو شخصية أعمال أمريكي، ولد في 5 أبريل 1827 في نيويورك في الولايات المتحدة، وتوفي في 11 أبريل 1883.